# 359 Georgia
359 Georgia eller A893 ED är en asteroid i huvudbältet, som upptäcktes 10 mars 1893 av den franske astronomen Auguste Charlois. Den har fått sitt namn efter Georg II av Storbritannien.
Asteroiden har en diameter på ungefär 43 kilometer.